# Budowo
Budowo (deutsch Budow, kasch. Bùdowò) ist ein Dorf in der polnischen Woiwodschaft Pommern. Es gehört zur Gemeinde Dębnica Kaszubska (Rathsdamnitz) im Powiat Słupski (Stolper Kreis).

## Geographische Lage
Das Kirchdorf liegt in Hinterpommern, etwa 29 Kilometer südöstlich der Kreisstadt Słupsk (Stolp) und 18 Kilometer nordwestlich der Stadt Bytów (Bütow). 

## Geschichte

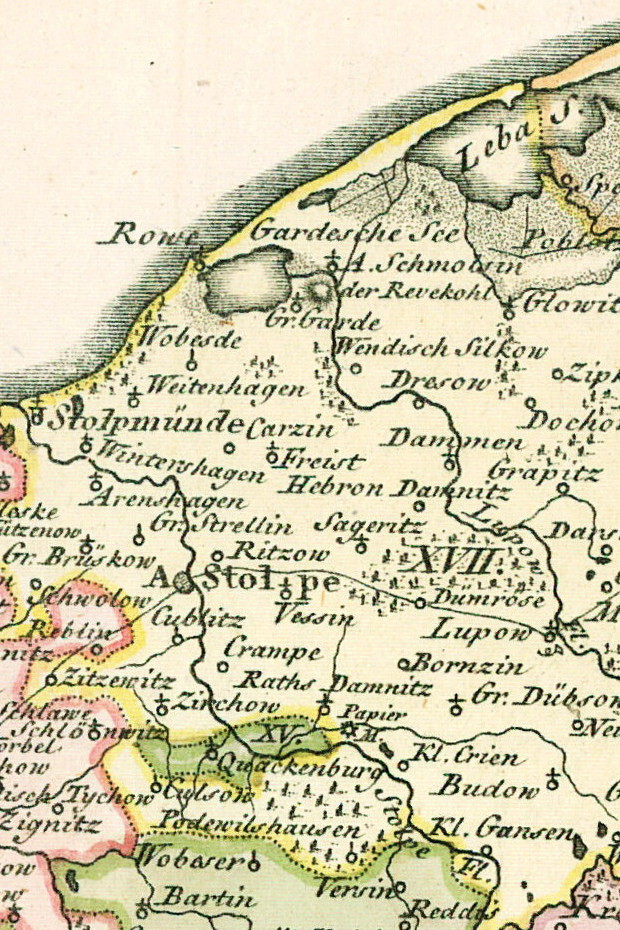
Kirchdorf Budow, südöstlich der Stadt Stolp (älterer Name: Stolpe), östlich der Stolpe, auf einer Landkarte von 1794.

Überlieferte Namensformen sind Budow (1446), Budowe (1466) und Budow (1474 bis 1945). Der historischen Dorfform nach war das frühere Budow ein großes Angerdorf. Es gehörte zu den ältesten Stammsitzen derer von Zitzewitz. Urkundlich wurde der um 1360 geborene Jarislaw von Zitzewitz als Herr auf Budow und anderen Gütern genannt. Um 1240 war Budow Herrensitz von Peter von Zitzewitz, der dem ausgestorbenen ersten Budower Zweig der Familie zugerechnet wird. Der um 1460 in Muttrin (heute polnisch: Motarzyno) geborene Klaus von Zitzewitz gilt als der Stammvater des zweiten Budower Zweigs der Familie.
Im Jahre 1523 erscheint in einer Urkunde Clawes Czitzeuitze tho Budow, und über die Jahrhunderte hinweg bis in die Mitte des 20. Jahrhunderts war Budow ununterbrochen vom Vater auf den Sohn vererbt worden.
Zu Anfang des 16. Jahrhunderts überfielen polnische „Heudamaiken“ das Dorf, raubten, plünderten und legten Feuer, bei dem die Kirche, der Hof, die Pfarre mitsamt dem ganzen Dorf ein Raub der Flammen wurden.
Kaum wieder aufgebaut, wurde das Dorf 1550 von einer nächsten Feuersbrunst heimgesucht, und die Zeit nach dem Dreißigjährigen Krieg brachte weitere Poleneinfälle. Aber auch die Pest forderte ungezählte Opfer.
Budow hatte um 1784 zwei adlige Höfe oder Vorwerke – Budow A und Budow B –, einen Prediger, einen Küster, zehn Bauern, einen Halbbauern, zwei Krüge, eine Schmiede, die Kolonie Mittelfelde und eine Holzfällerwohnung bei insgesamt 50 Haushaltungen. In Budow A, der alte Hof genannt, gab es um diese Zeit ein Vorwerk, fünf Vollbauern, einen Halbbauern und ein Wirtshaus und in Budow B, der neue Hof genannt, ein Vorwerk, fünf Bauern, eine Schmiede und ein Wirtshaus.
Am 22. September 1815 versank Budow erneut in Schutt und Asche. Dank der Hilfe von überall in Pommern und Brandenburg gelang ein Wiederaufbau.
Im Jahre 1910 zählten Gemeinde und Gutsbezirk Budow zusammen 553 Einwohner. Ihre Zahl stieg bis 1933 auf 604 und betrug 1939 noch 574. 
Am 1. April 1927 hatte das Gut Budow eine Flächengröße von 1211 Hektar, und am 16. Juni 1925 hatte der Gutsbezirk 317 Einwohner. Am 30. September 1928 wurde der Gutsbezirk Budow in die Landgemeinde Budow eingegliedert.
Anfang der 1930er Jahre hatte die Gemarkung der Landgemeinde Budow eine Fläche von 14,7 km². Innerhalb der Gemeindegrenzen standen insgesamt 59 bewohnte Wohnhäuser an drei verschiedenen Wohnstätten:
1. Budow
2. Forsthaus b. Budow
3. Mühle

Das Rittergut umfasste zuletzt eine Fläche von 1160 Hektar bei 1468 Hektar Gesamtfläche der Gemeinde Budow. Letzter Gutsherr war Hans Adolf von Zitzewitz, letzter deutscher Bürgermeister Alwin Halbeck.
Die Gemeinde Budow gehörte bis 1945 zum Landkreis Stolp im Regierungsbezirk Köslin der preußischen Provinz Pommern des Deutschen Reichs. Budow war Sitz eines nach ihm benannten Amts- und Standesamtsbezirks, in den auch Gaffert, Gallensow und Nippoglense eingegliedert waren.
Gegen Ende des Zweiten Weltkriegs wurde am 6. März 1945 die Räumung des Dorfes vor den herannahenden Truppen der Roten Armee angeordnet. Unter Führung von Gutsbesitzer Hans Adolf von Zitzewitz brach der Treck auf. Er kam noch bis Wutzkow. Einigen Dorfbewohnern gelang ein Entkommen über Gotenhafen, andere wurden von den Truppen überrollt und mussten umkehren. Budow wurde am 8. März 1945 von sowjetischen Truppen besetzt. Nach Beendigung der Kampfhandlungen wurde die Region zusammen mit ganz Hinterpommern seitens der sowjetischen Besatzungsmacht
der Volksrepublik Polen zur Verwaltung überlassen. Bis Mitte Juni 1945 richteten dann die Polen im Dorf ein Verwaltungsbüro ein. Budow wurde unter der polonisierten Ortsbezeichnung ‚Budowo‘ verwaltet. Als am 14. Juni 1945 Gutsbesitzer von Zitzewitz mit seiner Frau zurückkehrte, wurde er niedergeschossen. Die einheimische Bevölkerung geriet zwischen die sowjetischen und polnischen Behörden, für die sie – zum Teil jahrelang – Zwangsarbeit verrichten musste. Die Dorfbewohner wurden in der Folgezeit von der polnischen Administration vertrieben. Später wurden in der Bundesrepublik Deutschland 310 und in der DDR 132 Dorfbewohner aus Budow ermittelt.
Das Dorf ist heute Ortsteil der Gmina Dębnica Kaszubska im Powiat Słupski in der Woiwodschaft Pommern (1975 bis 1998 Woiwodschaft Słupsk). Hier leben jetzt mehr als 800 Einwohner.

## Kirche

### Pfarrkirche

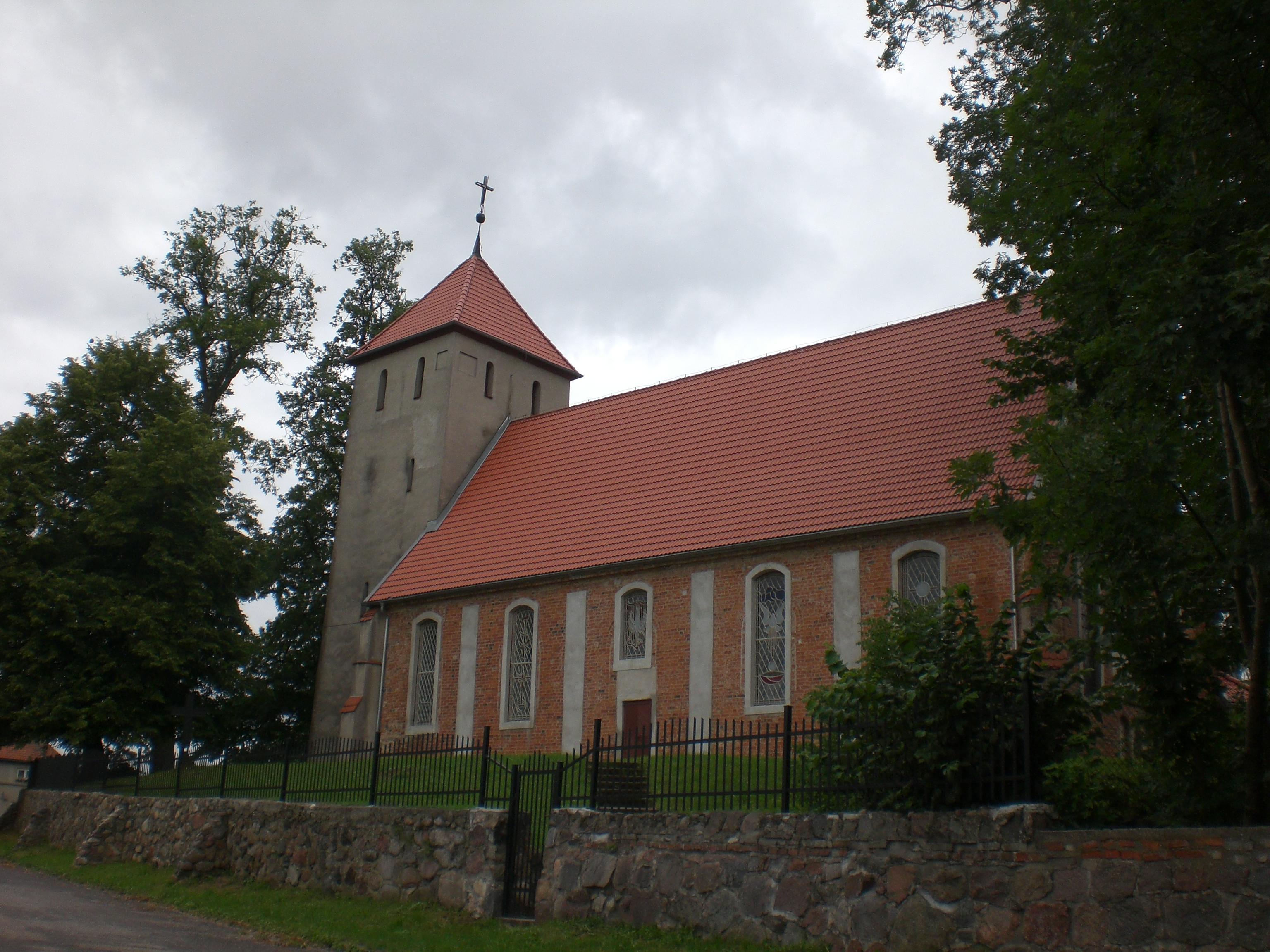
Dorfkirche, bis 1945 Gotteshaus der evangelischen Gemeinde Budow

Nach einem alten Aktenstück aus der Zeit um 1600 bestand die Kirche in Budow seit 300 Jahren, also aus gotischer Zeit. Sie brannte mehrfach bis auf die Grundmauern nieder und wurde immer wieder aufgebaut. 1646 erhielt sie auch einen massiven Turm als Ersatz für das vorherige hölzerne Glockengerüst. Im Jahre 1923 wurde der Innenraum neu gestaltet.
Bis 1945 war die Kirche seit der Reformation ein evangelisches Gotteshaus. Die Kirche wurde dann von der polnischen Administration zugunsten der polnischen katholischen Kirche  zwangsenteignet und vom polnischen katholischen Klerus ‚neu geweiht‘.  

### Kirchspiel/Pfarrei bis 1945
Schon in vorreformatorischer Zeit war Budow ein Kirchdorf. Noch bis Ende des 18. Jahrhunderts wurde hier auch kaschubisch gepredigt. Früher war es zu Auseinandersetzungen zwischen den deutschen Lutheranern und den polnischen Katholiken gekommen. Um 1650 gehörten zum Kirchspiel Budow nur etwa 1100 Gemeindeglieder, im Jahre 1802 waren es dann schon 2062, und für 1873 werden etwa 4000 genannt. Im Jahre 1940 zählte das Kirchspiel 4357 Gemeindeglieder (neben 133 Altlutheranern, 30 Katholiken und 35 Sonstigen). Der Bestand an Kirchenbüchern reichte bis 1643 zurück.
Vor 1945 gehörten zum Pfarrsprengel von Budow die Ortschaften:
| - Budow - Friedrichsthal - Gaffert - Gallensow - Goschen - Groß Gansen - Klein Gansen | - Kottow - Krampnitz - Muttrin - Nimzewe (1938–1945 Roden) - Nippoglense - Wocholz (1938–1945 Waldesruh) - Wundichow |

Bis 1945 war das Kirchenpatronat auf die Rittergutsbesitzer von Zitzewitz (Budow A und B), von Zitzewitz (Muttrin und Kottow), von Zitzewitz (Groß Gansen und Goschen), von Zitzewitz (Klein Gansen), von der Marwitz (Wundichow) und von Puttkamer (Nippoglense und Gallensow) aufgeteilt.
Das Kirchspiel Budow gehörte zum Kirchenkreis Bütow im Ostsprengel der Kirchenprovinz Pommern der Kirche der Altpreußischen Union.

### Polnisches Kirchspiel seit 1945
Die seit 1945 und Vertreibung der einheimischen Dorfbewohner anwesende polnische Einwohnerschaft ist überwiegend katholisch. Der Ort ist Pfarrsitz. Die Pfarrei Budowo gehört zum Dekanat Łupawa (Lupow) im Bistum Pelplin der Katholischen Kirche in Polen. Eingepfarrt sind neben der Filialkirche Motarzyno (Muttrin) die Orte Gałąźnia Mała (Klein Gansen), Gałąźnia Wielka (Groß Gansen), Gałęzów (Gallensow), Goszczyno (Goschen), Jawory (Gaffert), Kotowo (Kottow), Niemczewo (Nimzewe bzw. Roden), Niepoględzie (Nippoglense), Ochodza (Wocholz bzw. Waldesruh) und Świelubie (Friedrichsthal).
Die evangelischen Kirchenglieder in Budowo gehören jetzt zur Kreuzkirche in Słupsk (Stolp) in der Diözese Pommern-Großpolen der Evangelisch-Augsburgischen Kirche in Polen.

### Pfarrer bis 1945
In der Zeit von der Reformation bis 1945 amtierten in Budow zwanzig evangelische Geistliche:
| - Johann Stojentin, vor 1546 (konvertierte vom katholischen zum lutherischen Glauben) - Johann Lembke - Simon Lull - Nathanael Hecht, 1564–1606 - Peter Hecht, 1606–1610 - Johann Markisius, 1610–1634 - Bernhard Crüger, 1621–1654 - David Jaschius (Jaasche, Jeskyus), 1655–1665 - Daniel Rosenow, 1665–1671 | - Martin Dreisow sen., 1673–1725 - Martin Dreisow jun., 1706–1748 - Georg Beyer, 1748–1755 - Johann Jakob Homann, 1756–1799 - Georg Gotthilf Jacob Homann, 1800–1842 - Eduard Gottlieb Wilm, 1843–1857 - Gustav Hermann Louis Schulz, 1858–1883 - Julius Georg Hermanni, 1883–1907 - Martin Hermann Albert Gloatz, 1907–1920 - Walter Bielenstein, 1920–1945 |

## Schule
Die Volksschule in Budow war 1932 dreistufig. In den drei Klassen unterrichteten zwei Lehrer 102 Schulkinder. Als letzte deutsche Lehrer werden Ewald Müller, Alfred Röske und Waldemar Strauß genannt.

## Verkehr
Der Ort hat Anschluss an das Verkehrsnetz über die nicht weit entfernte Woiwodschaftsstraße 210, die von Ustka (Stolpmünde) an der Ostsee über Słupsk (Stolp) bis nach Unichowo (Wundichow) an der Woiwodschaftsstraße 212 (ehemalige deutsche Reichsstraße 158 von Berlin nach Lauenburg in Pommern) verläuft. Bei Budowo kreuzt eine Nebenstraße, die von Borzytuchom (Borntuchen) über Krosnowo (Krossnow) weiter nach Jawory (Gaffert) führt.
Vor 1945 bestand eine Bahnanbindung, als die Stolpetalbahn von Stolp kommend nach 37,7 Kilometern in Budow endete.

## Persönlichkeiten

### Söhne und Töchter des Ortes
- Leopold Nicolaus George von Zitzewitz (1761–1818), Landrat des Stolpeschen Kreises
- Georg Gotthilf Jacob Homann (1774–1851), evangelischer Pastor, Botaniker und Volkskundler

### Mit dem Ort verbunden
- Johann Jakob Homann (1730–1799), von 1756 bis 1799 Pfarrer in Budow und Vater von Georg Gotthilf Jacob Homann.